# یواس‌اس رنجر (۱۷۷۷)
یواس‌اس رنجر (۱۷۷۷) (به انگلیسی: USS Ranger (1777)) یک کشتی است که طول آن ۱۱۶ فوت (۳۵ متر) می‌باشد. این کشتی در سال ۱۷۷۷ ساخته شد.